# Buštěhrad
Buštěhrad (Duits: Buschterad, Buschtiehrad of Busterat)) is een stad en Tsjechische gemeente in de regio Midden-Bohemen en maakt deel uit van het district Kladno. De stad ligt op 19 km afstand van Praag.
Buštěhrad telt 3703 inwoners.

## Etymologie
De naam Buštěhrad, in de oorspronkelijke Oud-Tsjechische vorm Buščěves, is afgeleid van de persoonsnaam Bušek. Na het verkrijgen van stadsrechten werd het kasteel Buštěhrad genoemd en de stad zelf Buckov. In historische bronnen komt de naam van het dorp voor in de volgende vormen: Busczewes (1352), Busczeuiecz (1367, 1369), Bussczewess (1384-1405), Bushwess (1362), Busczewess (1371), in Busscziowssi (1381), de Busscziewssy (1382), Busstiewes (1459), voor Busstiewsi (1486), in Busstiehrad (1510), in Busstiehrad (1545), Buczkowa (1545), Busstiehrad (1548, 1602), boven Busstiehrad (1602) en Busstiehrad (1854).

## Geschiedenis
Het gebied van Buštěhrad wordt al duizenden jaren bewoond, zoals blijkt uit archeologische vondsten in de stad en omgeving. Tot de interessantste vondsten behoren skeletresten uit de vroege Hradištěperiode (950-1200). De eerste schriftelijke vermelding van de stad dateert van 1209, in een document over het eigendom van het Oseckýklooster. In dat document werd door de bisschop van Praag (Daniel II.) het een en ander bevestigd, waaronder een boerderij in het toenmalige dorp Busczewes.

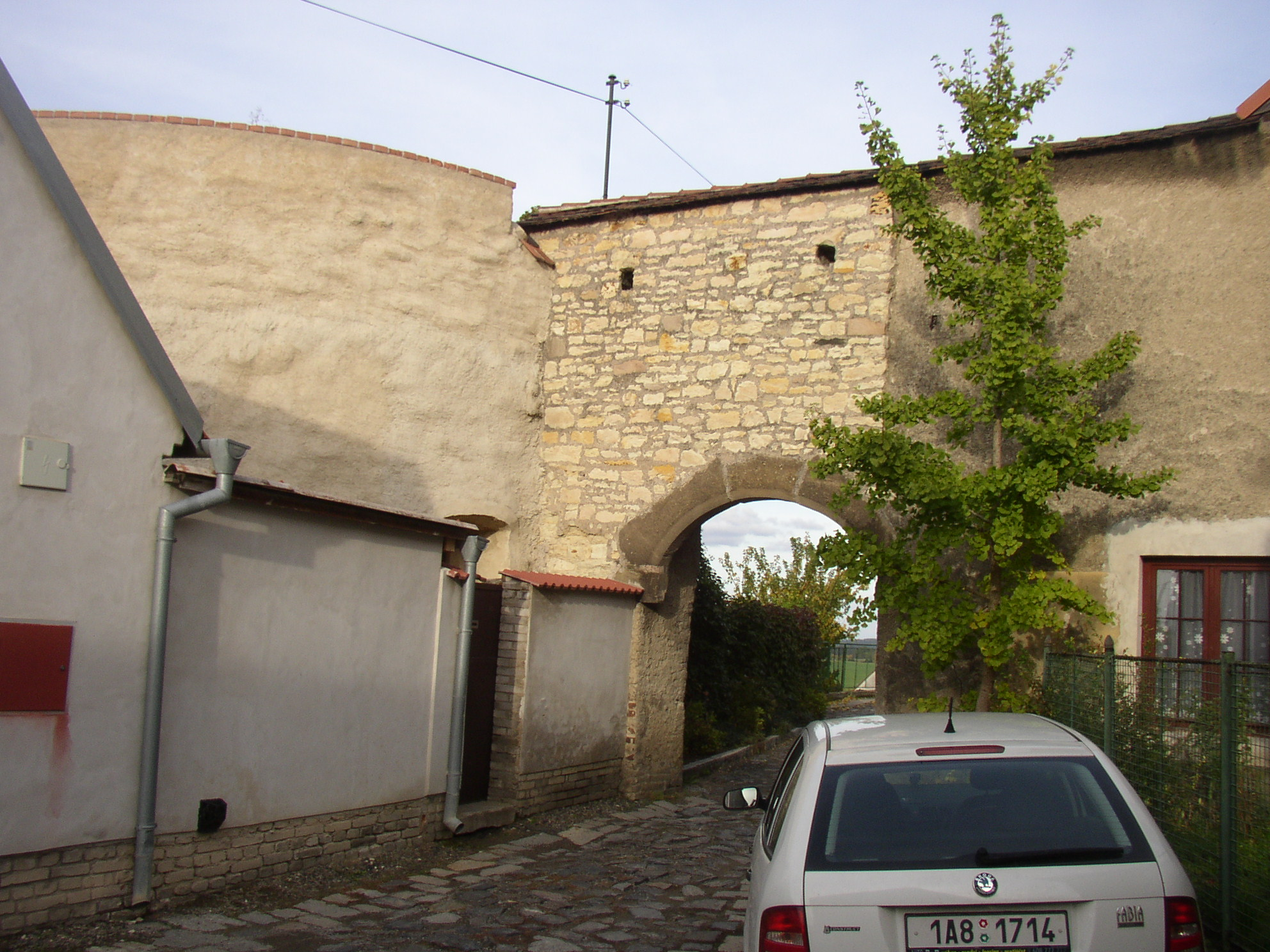
Restant van het Buštěhradkasteel

In de tweede helft van de 14de eeuw werd Buštěhrad eigendom van de familie Braškov en het patriciaat van Praag (František Rokycanský, die ook het nabijgelegen Okoř kocht). De volgende eigenaar van het dorp, vanaf 1418, was Bedřich van Ředhoště, die de afzonderlijke delen van het dorp fuseerde. Bedřichs zoon Albrecht verloor het dorp door financiële moeilijkheden ten gunste van rijke stedelingen, te weten de broers Jan en Pešík uit Stříbrná hvězda. Vóór 1440 trouwde Pešíks dochter Kateřina met Jindřich Sr. Libštejnský van Kolovratové. Kateřina ontving de zeggenschap over Buštěhrad als onderdeel van haar bruidsschat. Zo werd het dorp eigendom van de familie Kolovratové, een van de rijkste en machtigste Boheemse adellijke families, die zich er bijna tweehonderd jaar vestigden. De Heren van Kolovratové voltooiden de reconstructie van het gotische kasteel Buštěhrad. Het kasteel werd hierbij omgebouwd naar een enorme vesting. In de 16e eeuw werd het kasteel opnieuw verbouwd. Van dit Gotisch-Renaissancegebouw zijn echter slechts een weinig resten overgebleven als gevolg van latere plunderingen en latere ontmanteling voor bouwmaterialen.
De geschiedenis van Buštěhrad werd het meest beïnvloed door de heer Jetřich Bezdružický van Kolovratové, die bij koning Wladislaus II van Hongarije pleitte voor stadsrechten. In een decreet van 1497 bevorderde de vorst Buštěhrad (toen Buckov genaamd) tot stad en kende het halsgerecht, oorlogsrecht en marktrecht toe, evenals het stadswapen.
De laatste van de familie Kolovratové die de stad bezat was de heer Zbyněk Novohradský van Kolovratové (†1630), die onder andere met zijn vrouw Anna Magdalena Lobkovicové de protestantse heerser Frederik V van de Palts op 30 oktober 1619 na zijn aankomst in Praag op het plaatselijke kasteel ontving. Dit was opmerkelijk te noemen, aangezien de heer van Buštěhrad katholiek was. De koning bracht de nacht door in het zogenaamde Lusthaus, dat nog steeds een van de best bewaarde delen van de voormalige burcht is. De familie Kolovratové ontsnapte aan de onderdrukking tijdens de Boheemse opstand dankzij invloedrijke familieleden.

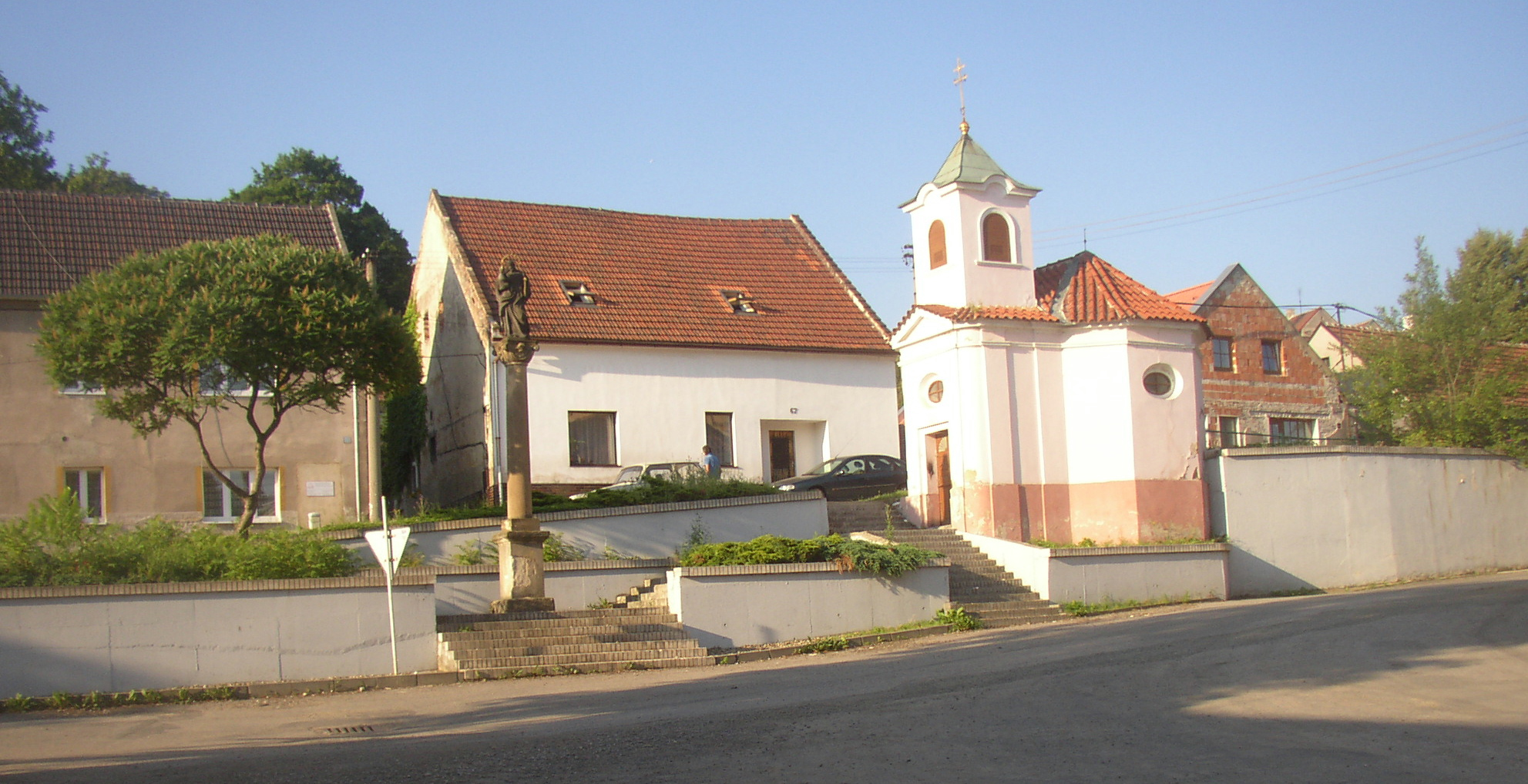
Sint-Maria Magdalenakapel met standbeeld

De 17e eeuw was een zeer ongunstige tijd voor Buštěhrad. Na de Boheemse opstand werd de stad tijdens de Dertigjarige Oorlog in 1632 geplunderd door het terugtrekkende Saksische leger onder leiding van Schönfeld, die zelfs de klokkentoren en doopkapel liet weghalen. Vervolgens zorgde de pestepidemie in 1680 voor veel problemen.
Begin jaren 1730 werd de stad eigendom van de hertogen van Saksen-Lauenburg door het hertrouwen van de weduwe Maria Magdalena Popel van Lobkowice met prins Julius Hendrik van Saksen-Lauenburg. Zij woonden echter niet in Buštěhrad, omdat de stad zwaar beschadigd was door de oorlog. Ze woonde in het kasteel van Zákupy, terwijl de rest van de familie in Ostrov bij Karlsbad verbleef.
Vervolgens immigreerden diverse mensen van Duitse afkomst naar Buštěhrad vanuit de Noord-Boheemse regio Zákupy, die tot de adel van Buštěhrad behoorde. De kolonisten behielden lange tijd hun taal en rond 1780 werd in Buštěhrad naast het Tsjechisch nog het zogenaamde Duitse bergdialect gesproken. Uiteindelijk zijn de afstammelingen van de Duitsers echter uitgestorven. Tijdens die periode werd de stad tevens herbouwd, vooral dankzij inspanning van de nieuwe eigenaresse Anna Maria Frantiska Toscane (1672-1741), de vrouw van de laatste Groothertog van Toscane uit de Medicifamilie. De Groothertogin, die weigerde in haar nieuwe Italiaanse vaderland te wonen, bleef liever op haar Boheemse landgoederen en in de eerste helft van de 18e eeuw was zij betrokken bij het begin van de bouw van het nieuwe Buštěhradkasteel. De schoonzoon van de groothertogin, hertog Clement Franz van Beieren, zette de bouwactiviteiten voort. Na de dood van zijn vrouw Maria Anna Sophia van Saksen erfde de Beierse keurvorst Maximiliaan III Jozef van Beieren de stad, tijdens wiens bewind voor het eerst steenkool werd ontdekt in het naburige Vrapice. In 1781 werden twee mijnen van Josef en Gottfried geopend in de buurt van het treinstation Kladno-Vrapice.
In 1805 werd de stad aangekocht door Ferdinand III van Toscane en vervolgens door Ferdinand I van Oostenrijk. Zo werd de stad onderdeel van het keizerlijke bezit. Het bleef in keizerlijk bezit tot 1918, toen het werd teruggegeven aan het toenmalige Tsjecho-Slowakije.
Tussen 1915 en 1919 was Buštěhrad een van de plaatsen waar inwoners van de Zuid-Tirol werden ondergebracht. Dit waren Oostenrijkse inwoners met de Italiaanse nationaliteit die voor het front van de Eerste Wereldoorlog onder dwang naar Bohemen werden geëvacueerd. In totaal vonden ongeveer 129 mensen (27 gezinnen) een tijdelijk onderkomen in de stad. Een deel van deze inwoners (ongeveer 45 personen) werd ondergebracht in het restaurant U Bečvářů, dat sinds 1870 in Buštěhrad staat. In die tijd werkten ook een Italiaanse leraar en priester in Buštěhrad.
De tweede helft van de 20e eeuw stond in het teken van ontwikkeling van de stad. Er werd een nieuwe basisschool gebouwd, de voormalige pastorie werd verbouwd tot lagere kunstschool en er vond uitgebreide woningbouw plaats. Ook werden wegen opnieuw aangelegd, kwam er een gasvoorziening, een rioleringssysteem en werd er een rioolwaterzuiveringsinstallatie gebouwd.
Sinds 1960 is Buštěhrad een zelfstandige gemeente binnen het Kladnodistrict.

## Verkeer en vervoer

### Autowegen
Aan de zuidkant van de stad loopt weg I/61 en aan de oostkant snelweg D7.

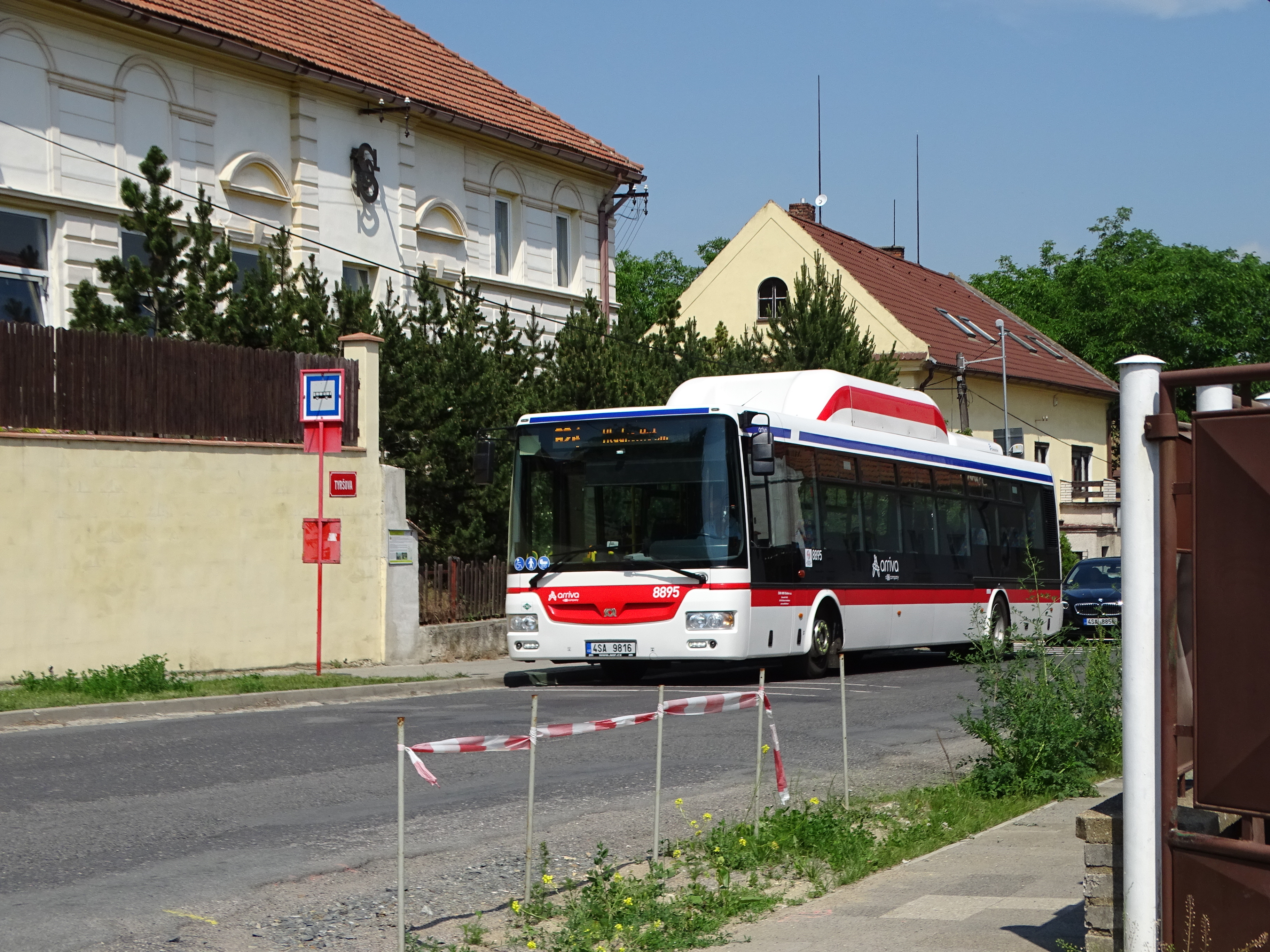
Bushalte in Buštěhrad (2018)

### Spoorlijnen
Er is geen spoorlijn of station in de stad. Het dichtstbijzijnde station is station Kladno-Vrapice, op 3 km afstand van Buštěhrad. Dat station ligt aan spoorlijn 093 die Kralupy nad Vltavou met Kladno verbindt. Op 5 km afstand ligt tevens station Kladno-Dubí aan dezelfde lijn.

### Buslijnen
Er halteren buslijnen naar de volgende bestemmingen in en rond de stad: Kladno, Praag, Slaný, Smečno en Středokluky.

## Bezienswaardigheden

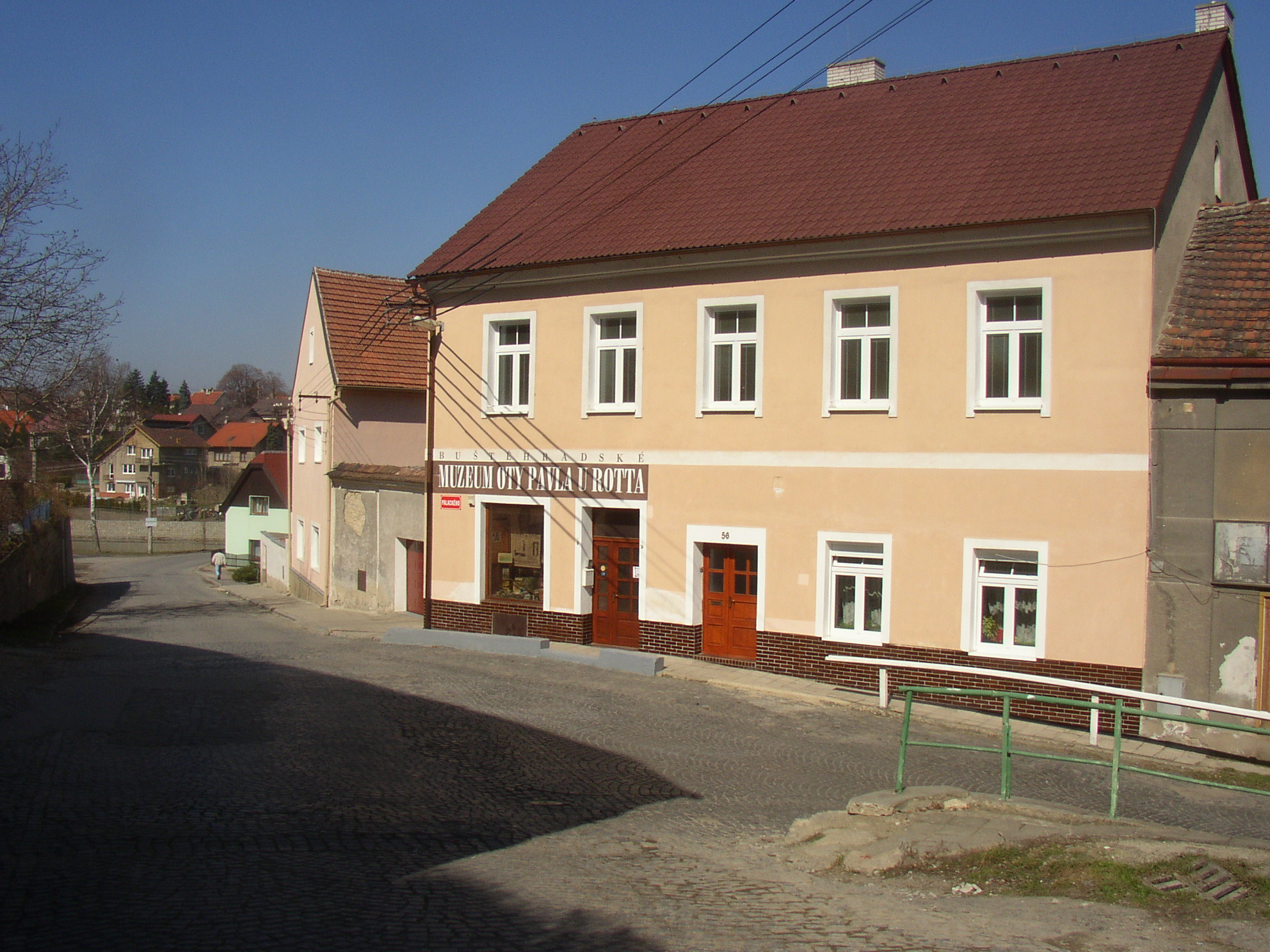
Ota Pavelmuseum

- Restanten van het Buštěhradkasteel;
- Ota Pavelmuseum;
- Kerk van de Verheffing van het Heilige Kruis;
- Gebouw van de lagere kunstschool;
- Laatgotische voormalige brouwerij, herbouwd in barokstijl door Anselmo Lurago;

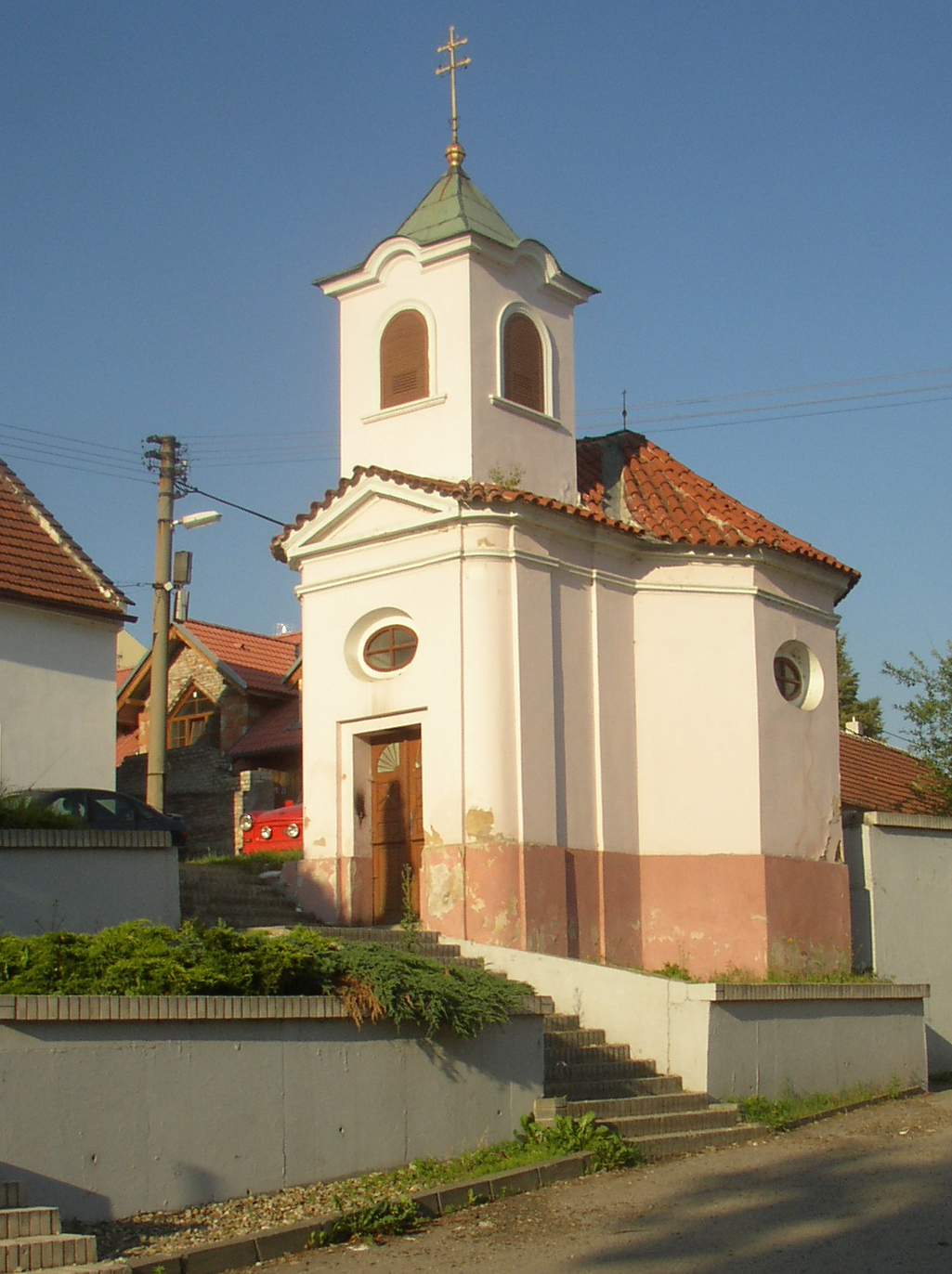
Sint-Maria Magdalenakapel

- Vijf kapellen, voornamelijk uit de 18e eeuw, waarvan twee kleine gesloten met klokkentoren en drie niskapellen):
  - Sint-Maria Magdalenakapel op het plein bij de voormalige brouwerij, een achthoekig gebouw met vierkante toren dat in oktober 2019 werd gerestaureerd;[6]
  - Sint-Procopiuskapel uit 1898 in het westen van de stad;
  - Sint-Annekapel aan de zuidoostkant van de stad, bij het kerkhof;
  - Sint-Salvadorkapel aan de zuidoostkant van de stad;
  - Kapel van de Heilige Drie-eenheid aan de noordkant van de stad.

## Bekende inwoners
- Joachim Barrande (1799-1883) - ingenieur en geoloog; woonde op het kasteel van Buštěhrad
- Josef Velc (1905-1957) - musicus
- Karel Václav Vacek (1908-1982) - muziekleraar en dirigent; eerste directeur van de muziekschool en oprichter van het koor van Buštěhrad
- Karel Žebera (1911-1986) - geoloog en archeoloog[7]
- František Kohlíček (1914-2007) - katholiek priester en politiek gevangene
- Ota Pavel (1930-1973) - schrijver die in de stad opgroeide. In veel van zijn verhalen keert hij terug naar de plaatsen van zijn jeugd in Buštěhrad. In een van de huizen in het centrum van de stad is nu het Ota Pavelmuseum gevestigd, gewijd aan het leven en werk van de schrijver.
- Jiří Krampol (*1938) - acteur